# 고유 전례력
고유 전례력(Calendarium Proprium)은 주로 로마 가톨릭교회의 라틴 전례를 따르는 어떤 지역 교회나 수도 가족이 사용하는 기독교의 전례력이다. 이는 로마 보편 전례력에 각 교구 또는 수도 가족에 고유한 축일들을, 로마 교황청의 승인을 받아, 덧붙여 만든 것이다.
각 교구나 수도 가족에게는 고유 전례력이 있어야 한다. 한편 주교회의는 그 나라의 고유 전례력을 마련하여야 한다. 또한 주교회의는 다른 주교회의와 함께 여러 국가가 함께 따르는 연합 전례력을 마련할 수도 있다. 전례력은 사도좌의 승인을 받아 만든다.
고유 전례력에는 각 교구나 수도 가족, 또는 한 국가, 또는 같은 언어권의 여러 국가가 그들과 밀접한 관계가 있어서 특별히 공경하는 성인들을 수록한다.

## 같이 보기
- 로마 보편 전례력
- 고유 전례력에 실린 지역 성인들의 목록을 정리한 책을 로마 순교록이라 부른다.
- 로마 가톨릭 성인 달력